# Fine China
«Fine China» es una canción del artista estadounidense Chris Brown. Sirve como el primer sencillo de su próximo sexto álbum de estudio X. video musical de la canción fue lanzado el 29 de marzo de 2013 por RCA Records, un día antes de que el sencillo fue lanzado. Fue producido por Leon Youngblood Jr. ("RoccStar") y G'harah "PK" Degeddingseze. Esta canción recibió críticas muy positivas, con los críticos elogiando Brown para volver a su raíces R&B. Actriz, cantante, bailarina y escritora Zendaya baila hip hop a la canción en la novena semana de Dancing with the Stars con pareja profesional de baile Val Chmerkovskiy y ganó 30 de los 30 puntos.

## Presentaciones en vivo
Chris Brown interpretó «Fine China», en los Billboard Music Awards de 2013 el 20 de mayo de 2013.

## Remix
Chris Brown publicó una remezcla que contó con Common el 7 de mayo de 2013.

## Lista de canciones
| Digital download |              |          |  |
| N.º              | Título       | Duración |  |
| 1.               | «Fine China» | 3:33     |  |

## Posicionamiento en listas
| Listas (2013)                               | Lista posición |
| ------------------------------------------- | -------------- |
| Australia (ARIA)                            | 26             |
| Bélgica (Flandes) (Ultratip Bubbling Under) | 10             |
| Bélgica (Valonia) (Ultratip Bubbling Under) | 7              |
| Canadá (Canadian Hot 100)                   | 71             |
| Francia (SNEP)                              | 43             |
| Hungría (Rádiós Top 40)                     | 25             |
| Irlanda (IRMA)                              | 65             |
| Países Bajos (Dutch Top 40)                 | 37             |
| Países Bajos (Mega Single Top 100)          | 56             |
| Nueva Zelanda (Recorded Music NZ)           | 21             |
| Escocia (Scottish Singles Sales Chart)      | 32             |
| Eslovaquia (Rádio Top 100)                  | 22             |
| Reino Unido (UK Singles Chart)              | 23             |
| Reino Unido (UK R&B Chart)                  | 4              |
| Estados Unidos (Billboard Hot 100)          | 31             |
| Estados Unidos (Mainstream Top 40)          | 29             |
| Estados Unidos (Hot R&B/Hip-Hop Songs)      | 10             |